# بطولة باريس المفتوحة 1996 - الزوجي
في بطولة باريس المفتوحة 1996 - الزوجي فاز كل من الهولندي جاكو التينغ والهولندي بول هارهويس على الروسي يفغيني كافلنيكوف والتشيكي دانيال فاتشيك في المباراة النهائية بنتيجة 6–4، 4–6، 7–6.

## التوزيع
1. تود وودبريدج /  مارك وودفورد (نصف النهائي)
2. بايرون بلاك /  غرانت كونيل (نصف النهائي)
3. مارك نولز /  دانييل نيستور (ربع النهائي)
4. يفغيني كافلنيكوف /  دانيال فاتشيك (النهائي)
5. غاي فورجيه /  جاكوب هلاسك (الجولة الثانية)
6. جاكو التينغ /  بول هارهويس (البطولة)
7. إليس فيريرا /  يان سيميرينك (الجولة الثانية)
8. سيباستيان لارو /  أليكس أوبراين (الجولة الثانية)

## المباريات

### مفتاح
- Q = متأهل Qualifier
- WC = وايلد كارد Wild Card
- LL = خاسر محظوظ Lucky Loser
- Alt = بديل Alternate
- SE = Special Exempt
- PR = تصنيف محمي Protected Ranking
- w/o = فوز سهل Walkover
- r = انسحاب Retired
- d = Defaulted
- SR = Special ranking
- ITF = ITF entry
- JE = Junior exempt

### النهائي
| النهائي |                                |   |   |   |
|         |                                |   |   |   |
|         |                                |   |   |   |
| 6       | جاكو التينغ بول هارهويس        | 6 | 4 | 7 |
| 4       | يفغيني كافلنيكوف دانيال فاتشيك | 4 | 6 | 6 |